# Judy Reyes
Pour les articles homonymes, voir Reyes.
Judy Reyes est une actrice américaine née le 5 novembre 1967 dans le Bronx, New York (États-Unis).
Elle accède à la notoriété à la suite de son rôle de l'infirmière Carla Espinosa dans la série télévisée Scrubs (2001-2010), qui lui permet de recevoir deux ALMA Awards de la meilleure actrice ainsi que plusieurs citations pour l'Online Film Critics Society.
Elle confirme avec le rôle de Zoila Diaz dans la série Devious Maids (2013-2016), qui lui vaut plusieurs nominations lors des Imagen Awards, et enchaîne avec celui d'Ann dans la série Claws (2017-...).

## Biographie
Judy Reyes est une actrice américaine née le 5 novembre 1967 dans le Bronx, New York (États-Unis). Son père est originaire de République dominicaine, elle passe son enfance à Bainbridge (Géorgie).
Elle s'inscrit au Hunter College à Manhattan, c'est là qu'elle décide de commencer sa carrière d'actrice. Deux de ses sœurs, Fidias et Joselin Reyes, sont également actrices.

### Vie privée
Elle a été mariée au scénariste et au réalisateur, Edwin M. Figueroa, de 1997 à 2008.
Depuis 2008, elle partage la vie du réalisateur, George Valencia. Ensemble, ils ont une fille, prénommée Leila Rey Valencia (née le 27 novembre 2009).

## Carrière

### Débuts discrets et figuration
Au début des années 1990, Reyes commence sa carrière télévisuelle en participant à de nombreuses séries télévisées comme New York, police judiciaire, New York Police Blues et Les Soprano et bien d'autres.
Au cinéma, elle participe à plusieurs productions américaines dans des rôles mineurs : en 1998, elle est figurante dans le film de Roland Emmerich, Godzilla.
L'année d'après, elle apparaît dans le thriller du célèbre réalisateur Martin Scorsese, À tombeau ouvert.

### Révélation à la télévision

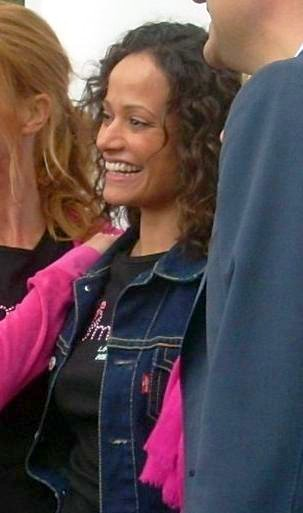
Sur le tournage de la série Scrubs, en 2009.

En 2001, elle obtient un rôle récurrent dans la série Oz. Elle y incarne Tina Rivera, femme d'un gardien s'étant fait arracher les deux yeux par le détenu Alvarez. Elle sera présente surtout dans la troisième saison mais son personnage signe un retour remarqué, lors de la cinquième saison.
Cette même année, elle accède à la notoriété publique grâce à son rôle de l'infirmière Carla Espinosa, dans la série télévisée Scrubs. Initialement prévue pour n'apparaître que de façon ponctuelle, son personnage prend de l'ampleur et devient l'un des préférés des téléspectateurs.
En octobre 2006, lors du tournage de Scrubs, Judy Reyes se fracture le bassin, ce qui entraîne une incapacité de plus de deux semaines, et une réorganisation du tournage pour que l'actrice puisse apparaître dans un maximum d'épisodes. Grâce à son rôle, l'actrice remporte 2 ALMA Awards de la meilleure actrice dans une série télévisée, elle est également nommée à plusieurs reprises pour les Imagen Awards. Après 8 saisons, la série s'arrête en 2010.
Parallèlement au tournage de la série, elle joue dans le téléfilm La dame de cœur (Our House en version originale), où elle incarne une jeune SDF sauvant une vieille dame d'une tentative de suicide.
En 2008, elle côtoie l'actrice Ana Ortiz sur le tournage du téléfilm salué par la critique La Disparition de mon enfant.
Elle continue d'enchaîner les apparitions dans de nombreuses séries : elle rejoint l'actrice Jada Pinkett Smith dans sa série médicale Hawthorne : Infirmière en chef, elle joue dans un épisode de la première saison de la série policière Castle.
Puis, elle joue les guest pour la série Médium aux côtés de Patricia Arquette.

### Confirmation télévisuelle

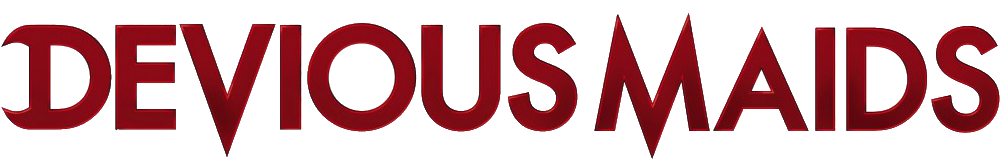
Logo original de la série télévisée Devious Maids.

En 2011, elle apparaît dans deux épisodes de la série TV Off the Map : Urgences au bout du monde ainsi que dans un épisode de New York, unité spéciale et elle rejoint la distribution de la comédie Without Men avec Eva Longoria.
Elle est aussi dirigée par l'actrice Zoe Saldana pour le court métrage dramatique Kaylien, aux côtés de Malin Åkerman et Bradley Cooper.
En 2012, elle est à l'affiche du téléfilm Enceinte avant la fac qui raconte l'histoire vraie d'une étudiante souhaitant faire barrage aux idées préconçues sur la grossesse chez les adolescents. Le téléfilm est diffusé, à plusieurs reprises, sur la chaîne TF1 et réalise de belles performances. Judy est, une fois de plus, nommée pour le titre de la meilleure actrice grâce à sa prestation lors des Imagen Awards.

En 2013, Reyes est choisie pour interpréter Zoila Diaz, dans Devious Maids, nouvelle série de Marc Cherry, devenu populaire grâce à Desperate Housewives. Initialement prévue pour être diffusée sur le réseau ABC, c'est la chaîne Lifetime qui en récupère les droits et lance la production.  

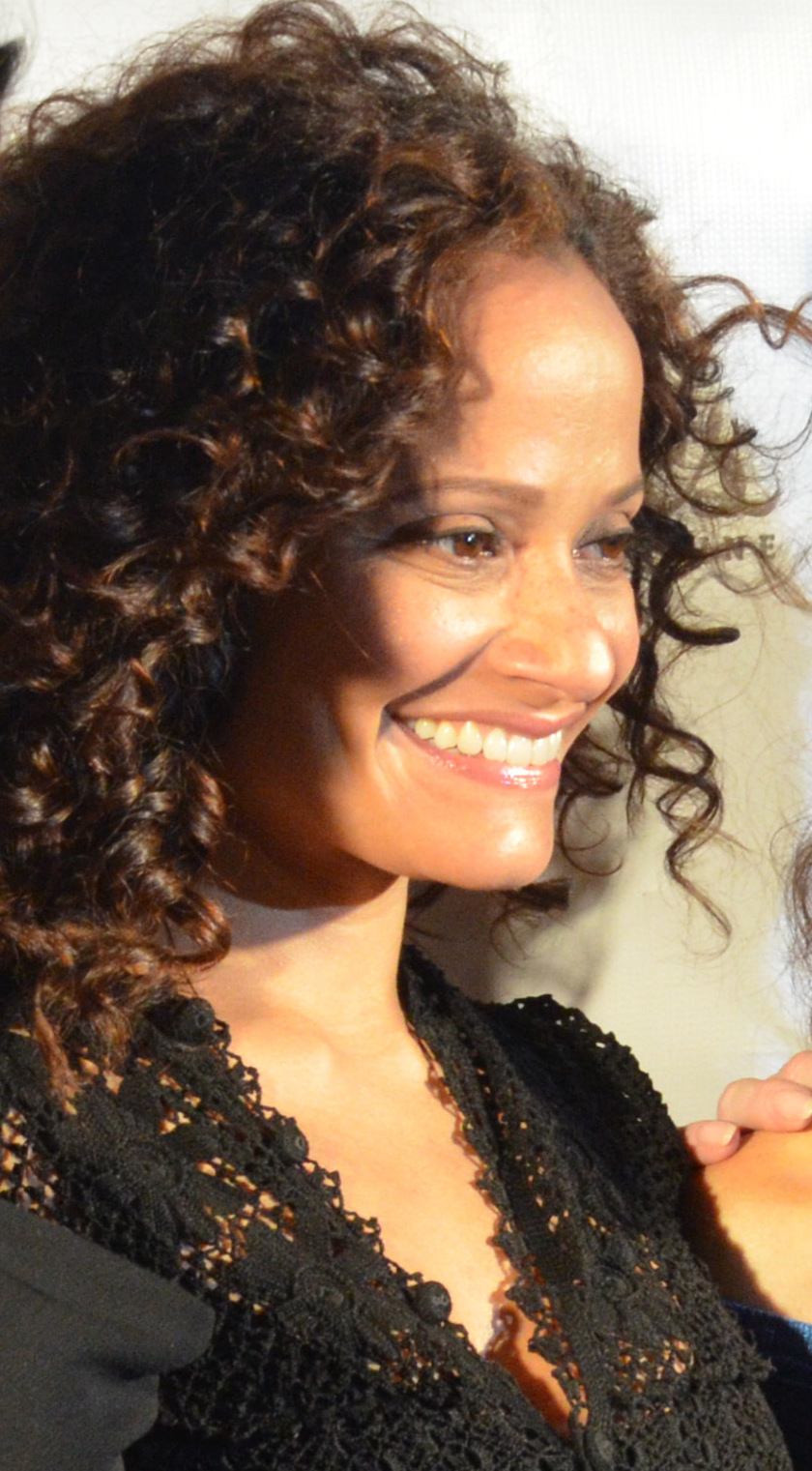
Judy Reyes, en 2013, lors de la présentation de la série télévisée Devious Maids.

Adaptée d'une telenovela mexicaine qui suit le quotidien de femmes de ménage d'origine latine, la série reçoit des critiques majoritairement positives et réalise de belles performances pour la chaîne. Judy est de nouveau nommée pour les Imagen Awards, à deux reprises.
Lors du LA Femme International Festival, qui récompense, chaque année, les femmes présentes dans le milieu du divertissement sous toutes ses formes (cinéma, série télévisée, documentaires, publicités, courts métrages, clips vidéos etc.), Elle est récompensée pour l'ensemble de sa carrière.
La série est finalement arrêtée en 2016, après quatre saisons.
En 2015, elle intervient dans les séries IZombie et Bienvenue chez les Huang. Cette même année, elle obtient un rôle récurrent dans la série Jane the Virgin.
Elle rejoint aussi la série The Good Wife le temps d'un épisode et travaille à nouveau avec son amie Justina Machado pour la sitcom Au fil des jours. Diffusée sur la plateforme Netflix, la série est saluée par les critiques.
En 2017, l'actrice est annoncée au casting principal de la série Claws aux côtés des actrices Niecy Nash, Carrie Preston et Karrueche Tran. Cette "dramédie" se compose d'une première saison de 10 épisodes, diffusés sur la TNT, qui suit le quotidien d'un salon de manucure face au blanchiment d'argent. La série est bien accueillie par la profession, considérée comme l'un des shows à suivre de l'été.
Au cinéma, elle obtient un rôle mineur dans le thriller The Circle porté par Emma Watson et Tom Hanks. La diffusion de la première saison de Claws bats des records d'audiences pour la chaîne TNT qui prend la décision de la renouveler pour une seconde saison. L'interprétation de l'actrice y est alors saluée. Dans le même temps, elle poursuit ses apparitions et joue notamment dans Search Party, Succession et Dirty John.
En 2019, elle rejoint la large liste de guest attendue pour la troisième saison de la série comique Better Things.

## Filmographie

### Cinéma

#### Longs métrages
- 1992 : Jack and His Friend de Bruce Ornstein : Rosie
- 1996 : No Exit de David DiCerto et Michael DiCerto : Maria Lentini
- 1997 : Lena's Dream de Gordon Eriksen et Heather Johnston : Martisa
- 1997 : Went to Coney Island on a Mission from God... Be Back by Five de Richard Schenkman : Une serveuse
- 1998 : Godzilla de Roland Emmerich : figurante
- 1999 : À tombeau ouvert (Bringing Out the Dead) de Martin Scorsese : Une infirmière
- 2000 : King of the Jungle de Seth Zvi Rosenfeld : Lydia Morreto
- 2002 : Washington Heights d'Alfredo Rodriguez de Villa : Daisy
- 2004 : King of the Corner de Peter Riegert : Infirmière Kathleen Delehant
- 2005 : Dirty de Chris Fisher : Bryant
- 2008 : The Poker Club de Tim McCann : Détective Patterson
- 2008 : Glow Ropes: The Rise and Fall of a Bar Mitzvah Emcee de George Valencia et Edwin M. Figueroa : Vanessa Dupre (également productrice)
- 2011 : Gun Hill Road de Rashaad Ernesto Green : Angela Rodriguez
- 2011 : Without Men de Gabriela Tagliavini : Magnolia
- 2016 : Girl Flu de Dorie Barton : Celeste
- 2017 : The Circle de James Ponsoldt : Santos
- 2020 : All Together Now de Brett Haley : Donna
- 2022 : Smile de Parker Finn : Victoria Munoz
- 2024 : Turtles All the Way Down de Hannah Marks
- 2024 : Our Little Secret de Stephen Herek : Margaret

#### Courts métrages
- 1999 : Taino de Edwin M. Figueroa : la sœur (également productrice)
- 2007 : The Passion d'elle-même : Adio
- 2011 : Kaylien de Zoe Saldana : La prof

### Télévision

#### Séries télévisées
- 1992 : New York, police judiciaire (Law and Order) : Maria Barragon
- 1993 : Street Justice : Jody
- 1994 : Cosby Show : Laura Montero
- 1994 : New York Undercover : Helena
- 1994 : As the World Turns : Nita
- 1995 : CBS Schoolbreak Special : Giselle
- 1996 : New York Police Blues (NYPD Blue) : Anna Ortiz
- 1997 : Cosby : Miss Reyes
- 1997 : Une sacrée vie (Nothing Sacred) : Maritza
- 1998 : Trinity : Mme Cupideros
- 2000 : Les Soprano (The Sopranos) : Michelle
- 2000 : Madigan de père en fils (Madigan Men) : Vera
- 2001 : Oz : Tina Rivera
- 2001 : Tribunal central (100 Centre Street) : Olivia
- 2001 : New York 911 (Third Watch) : Gina Fuentes
- 2001 - 2010 : Scrubs : infirmière Carla Espinosa
- 2003 : Blue's Clues : Carmen
- 2005 : La Vie avant tout (Strong Medicine) : Jane Lopez
- 2009 : Hawthorne : Infirmière en chef : Vita Gonzalez
- 2009 : Castle : Theresa Candela
- 2010 : Médium : un professeure de langue étrangère
- 2011 : Off the Map : Urgences au bout du monde : Eva Moran
- 2011 : New York, unité spéciale (Hawthorne) : Inez Rivera
- 2012 : Happily Divorced : Teresa
- 2013 - 2016 : Devious Maids : Zoila Diaz
- 2015 : iZombie : Lola
- 2015 : Bienvenue chez les Huang (Fresh Off the Boat) : Mindy Torres
- 2015 - 2019 : Jane the Virgin : Dina Milagro
- 2016 : Blue Bloods : Coryna Garza
- 2016 : The Good Wife : Nola Gades
- 2017 : Search Party : Deb
- 2017 - 2022 : Claws : Quiet Ann
- 2017 - 2020 : Au fil des jours (One Day at a Time) : Ramona
- 2018 : Succession : Eva
- 2018 : Dirty John : Verga
- 2019 - 2020 : Better Things : Lala
- 2020 : Black-ish : Dr Paul
- 2022 : Batwoman : Kiki Roulette
- 2024 : High Potential : le capitaine Selena

#### Téléfilms
- 1996 : The Prosecutors de Rod Holcomb : Maria Valquez
- 1999 : Partie Truquée (Mind Prey) de D. J. Caruso : Détective Vega
- 2001 : WW 3 de Robert Mandel : Maria Cruz
- 2002 : Joyeux Muppet Show de Noël  : Infirmière Carla Espinosa
- 2006 : La dame de cœur (Our House) de Mark Griffiths : Billy
- 2008 : La Disparition de mon enfant (Little Girl Lost: The Delimar Vera Story) de Paul A. Kaufman : Luz Cuevas
- 2010 : Ask Alan de Bryan O'Donnell : Vanessa
- 2012 : Enceinte avant la fac (The Pregnancy Project) de Norman Buckley : Juana
- 2021 : Torn from Her Arms d'Alan Jonsson :

### Clip vidéo
- 2018 : One Day de Logic en duo avec Ryan Tedder

## Voix francophones
En France, Julie Turin est la voix régulière de Judy Reyes depuis 2002. Ces dernières années, Christine Braconnier suit ponctuellement l'actrice.
En France
Au Québec
- Julie Burroughs dans Sourire

## Distinctions

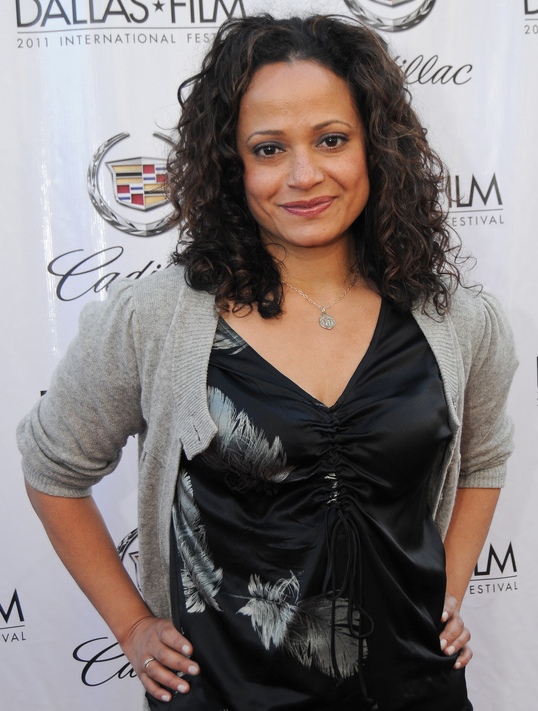
Judy Reyes, en 2011, au festival international du film de Dallas.

Sauf indication contraire ou complémentaire, les informations mentionnées dans cette section proviennent de la base de données IMDb.

### Récompenses
- Alma Awards 2006 : Meilleure actrice dans une série télévisée pour Scrubs
- Alma Awards 2008 : Meilleure actrice dans une série télévisée comique pour Scrubs
- LA Femme international Film Festival 2013 : Lupe Ontiveros Image Award pour l'ensemble de sa carrière

### Nominations
- Alma Awards 2002 : Meilleure actrice dans une série télévisée pour Scrubs
- Online Film Critics Society 2002 : Meilleure actrice dans une nouvelle série télévisée comique pour Scrubs
- Imagen Awards 2005 : Meilleure actrice de télévision pour Scrubs
- Online Film Critics Society 2005 : Meilleure actrice dans un second rôle dans une série télévisée comique pour Scrubs
- Online Film Critics Society 2006 : Meilleure actrice dans un second rôle dans une série télévisée comique pour Scrubs
- Imagen Awards 2007 : Meilleure actrice de télévision pour Scrubs
- Online Film Critics Society 2007 : Meilleure actrice dans un second rôle dans une série télévisée comique pour Scrubs
- Alma Awards 2009 : Meilleure actrice de série télé dans un second rôle pour Scrubs
- Imagen Awards 2009 : Meilleure actrice de télévision pour La Disparition de mon enfant
- Imagen Awards 2012 : Meilleure actrice de télévision pour Enceinte avant la fac
- Imagen Awards 2014 : Meilleure actrice de télévision pour Devious Maids
- Imagen Awards 2015 : Meilleure actrice de télévision pour Devious Maids
- NAMIC Vision Awards 2016 : Meilleure interprétation dans une série télévisée comique pour Devious Maids